# You Make Me Feel...
«You Make Me Feel...» —en español: «Tú me haces sentir...»— es una canción grabada por la banda de synthpop estadounidense Cobra Starship con el vocalista invitado por Sabi. Fue el primer sencillo de su cuarto álbum de estudio, Night Shades. La canción fue lanzada digitalmente a través de iTunes el 10 de mayo de 2011. La canción es un dance-pop, la canción electropop y se refiere a buscar un alma gemela en el club.

## Antecedentes
Tras el éxito del sencillo "Good Girls Go Bad", que era su sencillo más exitoso en las listas, el entró en el estudio para grabar lo que sería su cuarto álbum de estudio. "You Make Me Feel..." fue puesto en libertad antes de la llegada del álbum y que fue el primer sencillo del álbum titulado "Night Shades". Fue lanzado el 10 de mayo de 2011 y cuenta con la cantante/rapera Sabi. La cantante/actriz se volvió rapero primero llamó la atención de muchas personas después de Britney Spears le dio un lugar en la pista "(Drop Dead) Beautiful".

## Video musical
El video fue filmado en un escenario, en Los Ángeles. Consiste en cambios rápidos de un escenario a otro, y hay tres escenarios: En uno, la banda está en un club, cada miembro haciendo algo diferente, mientras Sabi es el baile, el otro, algunas personas toman fotos en una cabina, con paredes blancas, en el que Gabe comienza a cantar, y un pasillo, donde Gabe buscando a alguien (que es Sabi) Tengo la foto dice "incompleta", ya que en su propia también está escrito eso.
Existe también el exterior de la cabina, donde Gabe está revelando fotos, mostrando lo que todo el que toma la foto se siente. Una puerta a donde Vicky invita a la gente a entrar. Y una mesa donde los miembros se sientan y Nate comiendo un sándwich. Pero éstas sólo aparecen brevemente.

## Uso promocional
Esta canción fue utilizada en la promoción de America's Next Top Model: All Stars. También fue utilizado en varios anuncios para la 13.ª temporada de Big Brother, así como recientemente aparecido en Temporada 3, Episodio 1: The Birthday de The Vampire Diaries, y sobre Glam Fairy de Style Network. La canción también fue utilizada como Channel 9 para el anuncio promocional de 2012. Es también en la banda sonora de la película de 2012 American Reunion. También fue utilizado en el episodio "Bride and Prejudice" (Temporada 4, Episodio 21) de 90210. La canción ha sido recientemente añadida a los juego de baile Just Dance 4. y Dance Central 3. En Chile, la canción fue usada la promo de Intrusos en La Red

## Posicionamiento en listas
| Listas (2011–12)                       | Mejor posición |
| -------------------------------------- | -------------- |
| Australia (ARIA)                       | 3              |
| Australia Dance (ARIA)                 | 1              |
| Bélgica (Flandes) (Ultratop 50)        | 19             |
| Bélgica (Valonia) (Ultratop 50)        | 14             |
| Brasil (Billboard)                     | 21             |
| Canadá (Canadian Hot 100)              | 4              |
| Dinamarca (Tracklisten)                | 40             |
| Finlandia (OFC)                        | 14             |
| Francia (SNEP)                         | 13             |
| Hungría (Rádiós Top 40)                | 8              |
| Irlanda (IRMA)                         | 12             |
| Japón (Japan Hot 100)                  | 10             |
| Países Bajos (Mega Single Top 100)     | 58             |
| Nueva Zelanda (Recorded Music NZ)      | 1              |
| Romanian Top 100 (UPFR)                | 54             |
| Escocia (Scottish Singles Sales Chart) | 14             |
| Suiza (Schweizer Hitparade)            | 47             |
| Reino Unido (UK Dance Chart)           | 4              |
| Reino Unido (UK Singles Chart)         | 16             |
| US Billboard Hot 100                   | 7              |
| US Pop Songs (Billboard)               | 4              |
| US Hot Dance Club Songs (Billboard)    | 42             |
| US Adult Pop Songs (Billboard)         | 13             |
| US Adult Contemporary (Billboard)      | 28             |